# 国务院关税税则委员会
国务院关税税则委员会，简称国务院税委会，是中华人民共和国国务院成立的国务院议事协调机构，负责关税税则。

## 沿革
1987年3月7日，《国务院办公厅关于成立国务院关税税则委员会的通知》（国办发〔1987〕12号）发布，成立国务院关税税则委员会。
1998年11月30日，《国务院办公厅关于国务院关税税则委员会主要职责和组成人员名单的通知》（国办发〔1998〕143号）发布，内称根据国务院机构改革方案，国务院关税税则委员会为国务院议事协调机构。
2008年3月21日，《国务院关于议事协调机构设置的通知》（国发〔2008〕13号）发布，国务院关税税则委员会仍为国务院议事协调机构，具体工作由财政部承担。

## 职责
1987年《国务院办公厅关于成立国务院关税税则委员会的通知》确定的主要职责是：“提出制订或修订《关税条例》和《进出口税则》的方针、政策、原则，审议税则修订草案，制订暂定税率（包括进口调节税税率），审定局部调整税率等。”
1998年《国务院办公厅关于国务院关税税则委员会主要职责和组成人员名单的通知》确定的主要职责是：“审定调整海关关税税率、年度暂定税率、关税配额税率、特别关税（包括反倾销和反补贴）税率和修订进出口税则税目、税号的方案；批准有关国家适用税则优惠税率的方案；审议上报国务院的重大关税政策和对外关税谈判方案；提出制订和修订《中华人民共和国进出口关税条例》的方针、政策和原则，并对其修订草案进行审议。”
2003年4月26日《国务院办公厅关于国务院关税税则委员会主要职责和调整组成人员的通知》（国办发〔2003〕33号）确定的主要职责是：“审定调整海关关税税率、年度暂定税率、关税配额税率、特别关税(包括反倾销税和反补贴税)税率和修订进出口税则税目、税号的方案；批准有关国家适用税则优惠税率的方案；审议上报国务院的重大关税政策和对外关税谈判方案；提出拟订和修订《中华人民共和国进出口关税条例》的方针和原则，并对其修订草案进行审议。”
2008年4月14日《国务院办公厅关于国务院关税税则委员会主要职责和调整组成人员的通知》（国办发〔2008〕20号）确定的主要职责是：“负责《中华人民共和国进出口税则》和《中华人民共和国进境物品进口税税率表》的税目、税则号列和税率的调整和解释，报国务院批准后执行；决定实行暂定税率的货物、税率和期限；决定关税配额税率；决定征收反倾销税、反补贴税、保障措施关税、报复性关税以及决定实施其他关税措施；批准有关国家、地区适用税则优惠税率的方案；审议上报国务院的重大关税政策和对外谈判方案；决定特殊情况下税率的适用，以及履行国务院规定的其他职责。”
2013年《国务院办公厅关于国务院关税税则委员会主要职责和调整组成人员的通知》（国办发〔2013〕58号）再度调整了主要职责。

## 组成人员
| 1987年《国务院办公厅关于成立国务院关税税则委员会的通知》确定的组成人员是： 主任委员 - 王丙乾（国务委员兼财政部部长） 副主任委员 - 戴杰（海关总署署长） - 田一农（财政部副部长） - 王品清（经贸部副部长） 委员 - 刘中一（国家计委副主任） - 盛树仁（国家经委副主任） - 姜习（国务院调节办副主任） - 李培传（国务院法制局副局长） - 丁孝浓（国家机械委副主任） - 何济海（商业部副部长） - 张学东（电子工业部副部长） - 吴乃文（海关总署副署长） - 韩刚利（国家物资局副局长） - 胡邦定（国家物价局副局长） - 郑家亨（国家统计局副局长） - 牛立成（财政部税务总局副局长） | 1993年9月2日，《国务院办公厅关于调整国务院关税税则委员会成员的通知》调整后的组成人员是： 主任 - 李岚清（国务院副总理） 副主任 - 俞晓松（国家经贸委副主任） - 钱冠林（海关总署署长） - 项怀诚（财政部副部长） - 谷永江（外经贸部副部长） - 罗植龄（国家计委副主任） 委员 - 陆燕荪（机械部副部长） - 刘剑锋（电子部副部长） - 殷瑞钰（冶金部副部长） - 贺国强（化工部副部长） - 吴亦侠（农业部副部长） - 白美清（内贸部副部长） - 卢春恒（国家统计局副局长） - 卢仁法（国家税务总局副局长） - 吴乃文（海关总署副署长） - 李培传（国务院法制局副局长） - 赵光华（国务院特区办副主任） - 傅立民（轻工总会副会长） - 吴文英（纺织总会会长） - 李弘道（国务院关税税则委员会办公室主任） |

| 1998年《国务院办公厅关于国务院关税税则委员会主要职责和组成人员名单的通知》调整后的组成人员是： 主任 - 李岚清（国务院副总理） 副主任 - 高强（财政部副部长） - 赵光华（海关总署副署长） - 刘山在（对外贸易经济合作部副部长） 委员 - 王春正（国家发展计划委员会副主任） - 陈邦柱（国家经济贸易委员会副主任） - 于宗林（国防科学技术工业委员会副主任） - 李元（国土资源部副部长） - 曲维枝（信息产业部副部长） - 万宝瑞（农业部副部长） - 程法光（国家税务总局副局长） | 2003年《国务院办公厅关于国务院关税税则委员会主要职责和调整组成人员的通知》调整后的组成人员是： 主任 - 金人庆（财政部部长） 副主任 - 楼继伟（财政部副部长） - 尤权（国务院副秘书长） - 龚正（海关总署副署长） - 于广洲（商务部副部长） 委员 - 李盛霖（发展改革委副主任） - 于宗林（国防科工委副主任） - 李元（国土资源部副部长） - 娄勤俭（信息产业部副部长） - 齐景发（农业部副部长） - 崔俊慧（税务总局副局长） - 宋大涵（法制办副主任） |

| 2008年《国务院办公厅关于国务院关税税则委员会主要职责和调整组成人员的通知》调整后的组成人员是： 主任 - 谢旭人（财政部部长） 副主任 - 尤权（国务院副秘书长） 委员 - 张晓强（发展改革委副主任） - 傅自应（商务部副部长） - 娄勤俭（工业和信息化部副部长） - 汪民（国土资源部副部长） - 牛盾（农业部副部长） - 孙松璞（海关总署副署长） - 董树奎（税务总局总经济师） - 魏传忠（质检总局副局长） - 宋大涵（法制办副主任） - 朱光耀（财政部部长助理） | 2013年《国务院办公厅关于国务院关税税则委员会主要职责和调整组成人员的通知》调整后的组成人员是： 主任 - 楼继伟（财政部部长） 副主任 （不详） 委员 （不详） |

| 2017年7月13日《国务院办公厅关于调整国务院关税税则委员会组成人员的通知》（国办发〔2017〕66号）调整后的组成人员是： 主任 - 肖捷（财政部部长） 副主任 - 丁学东（国务院副秘书长） 委员 - 朱光耀（财政部副部长） - 王晓涛（发展改革委副主任） - 李成钢（商务部部长助理） - 刘利华（工业和信息化部副部长） - 张德霖（国土资源部副部长） - 屈冬玉（农业部副部长） - 邹志武（海关总署副署长） - 汪康（税务总局副局长） - 李元平（质检总局副局长） - 刘炤（法制办副主任） |

## 办事机构
财政部关税司，与国务院关税税则委员会办公室（简称国务院税委会办）合署办公，加挂财政部关税政策研究中心牌子，是中华人民共和国财政部内设机构。

### 沿革
1987年《国务院办公厅关于成立国务院关税税则委员会的通知》规定，国务院关税税则委员会的办事机构是国务院关税税则委员会办公室，设在海关总署，负责处理日常工作。
1993年《国务院办公厅关于调整国务院关税税则委员会成员的通知》确定国务院关税税则委员会办公室设在国家经贸委。
1998年《国务院办公厅关于国务院关税税则委员会主要职责和组成人员名单的通知》确定国务院关税税则委员会办公室设在财政部。

### 职责
根据有关规定，财政部关税司（国务院税委会办）承担下列职能：
1. 组织起草关税法律、行政法规草案及实施细则。
2. 提出关税税目税率调整建议。
3. 提出关税和进口税收政策建议。
4. 拟订关税谈判方案，承担有关关税谈判工作，提出征收特别关税建议。

### 机构设置
根据有关规定，财政部关税司（国务院税委会办）设置下列机构：
- 办公室
- 综合处
- 税则处
- 政策法规处
- 国际处
- 区域处
- 研究处
- 公平贸易处

### 历任领导
历任办公室主任、副主任是：

| 主任 …… - 解学智（1998年—2000年6月，财政部税制税则司司长兼；2000年6月—2002年9月，财政部税政司司长兼） - 朱振民（2002年9月—2003年12月，财政部税政司司长兼） - 王伟（2004年11月—2014年5月，财政部关税司司长兼） - 冯晋平（2014年—，财政部关税司司长兼） | 副主任 |